# Stigmaphyllon orientale
Stigmaphyllon orientale är en tvåhjärtbladig växtart som beskrevs av José Cuatrecasas. Stigmaphyllon orientale ingår i släktet Stigmaphyllon och familjen Malpighiaceae. Inga underarter finns listade i Catalogue of Life.